# Grunerite
La grunerite (simbolo IMA: Gru) è un minerale poco comune del supergruppo dell'anfibolo, all'interno del quale viene collocato nel "gruppo degli anfiboli con W(OH,F,Cl)-dominante" e da lì al sottogruppo degli anfiboli di magnesio-ferro-manganese; essendo un anfibolo, appartiene agli inosilicati e pertanto alla famiglia minerale dei "silicati", e possiede composizione chimica ☐Fe2+2Fe2+5Si8O22(OH)2.
La grunerite è caratterizzata dall'avere il catione ferro ferroso Fe2+ dominante sia in posizione B che in posizione C.

## Etimologia e storia
All'atto della scoperta questo minerale era stato classificato come pirosseno e soltanto nel 1886 è stata riconosciuta la vera natura della grunerite e ascritta fra gli anfiboli.
È stata descritta per la prima volta da Emmanuel Ludwig Gruner nel corso degli studi da lui condotti sul giacimento di ferro di Collobrières in Francia e presentata all'Académie des Sciences di Parigi da Ours-Pierre-Armand Petit-Dufrénoy. Il nome, attribuito in onore dello scopritore, è stato attribuito da Gustav Adolph Kenngott. Il nome spesso appare scritto erroneamente come grünerite sia per via della pronuncia francese del cognome Gruner, che per una certa confusione su chi fosse la persona a cui era stato dedicata la nuova specie mineralogica.

## Classificazione
La classica nona edizione della sistematica dei minerali di Strunz, aggiornata dall'Associazione Mineralogica Internazionale (IMA) fino al 2009, elenca la grunerite nella classe "9. Silicati (germanati)" e da lì nella sottoclasse "9.D Inosilicati"; questa viene ulteriormente suddivisa in base alla struttura cristallina del minerale, in modo tale che la grunerite possa essere trovata nella sezione "9.DE Inosilicati con catene doppie di periodo 2, Si4O11; clinoanfiboli" dove forma il sistema nº 9.DE.05.
Nell'edizione successiva, proseguita dal database "mindat.org", la classificazione resta invariata.
Nella Sistematica dei lapis (Lapis-Systematik) di Stefan Weiß la grunerite è elencata nella classe dei "silicati" e nella sottoclasse degli "inosilicati", dove si trova nel "gruppo degli anfiboli [con struttura] [Si4O11]6- a due bande; anfiboli Mg-Fe-Mn", dove forma il sistema nº VIII/F.07 insieme a clino-ferri-holmquistite, cummingtonite, clino-suenoite, clino-ferro-suenoite, clino-holmquistite e clino-ferro-ferri-holmquistite.
Anche la classificazione secondo Dana, usata principalmente nel mondo anglosassone, elenca la grunerite nella famiglia dei "silicati"; qui è nella classe degli "inosilicati: catene doppie non ramificate, W=2" e nella sottoclasse "catene doppie non ramificate, configurazione anfibolo W=2" dove forma il "gruppo 1, anfiboli Mg-Fe-Mn-Li (monoclino)" con il numero di sistema 66.01.01.

## Abito cristallino
La grunerite cristallizza nel sistema ortorombico nel gruppo spaziale C2/m (gruppo nº 12) con i parametri reticolari a = 9,5642(7) Å, b = 18,393(2) Å, c = 5,3388(3) Å e β = 101,892(3)°, oltre ad avere 2 unità di formula per cella unitaria.

## Origine e giacitura
La grunerite è stata scoperta come costituente di una oolite metamorfica ricca di ferro in paragenesi con almandino, fayalite, magnetite, pirrotite e un minerale simile allo stilpnomelano.
Generalmente si trova in rocce di anfibolo povere di calcio ed in formazioni di rocce metamorfiche di contatto o regionali di grado da medio ad alto ricche di ferro. Si può trovare anche come prodotto di alterazione del greisen nei giacimenti di stagno nello skarn.
La grunerite è stata trovata in un centinaio scarso di siti sparsi per il mondo. Qui si rammenta solo la sua località tipo, il burrone "Serevengude" (43.26969°N 6.35737°E) presso Collobrières (in Provenza-Alpi-Costa Azzurra, Francia).

## Forma in cui si presenta in natura
La grunerite si trova sotto forma di cristalli aciculari traslucidi a volte di aspetto fibroso simile all'asbesto. Presenta spesso una geminazione secondo {100} sotto forma di sottili lamelle. Il minerale è traslucido con lucentezza vitrea; il colore è da verde scuro a marrone, da grigio a grigio verdastro, mentre il colore del suo striscio è bianco.

## Modificazioni e varietà
L'amosite è una varietà fibrosa di grunerite. È detta anche amianto bruno, è a fibra molto lunga e ha un colore grigio o verdiccio.
Il nome amosite deriva dalla sigla AMOSA (Asbestos Mines of South Africa).